# Ист Страудсберг (Пенсилванија)
Ист Страудсберг (енгл. East Stroudsburg) град је у америчкој савезној држави Пенсилванија.

## Демографија
По попису из 2010. године број становника је 9.840, што је 48 (-0,5%) становника мање него 2000. године.
| Група             | 2000.         | 2010.         |
| Белци             | 8.375 (84,7%) | 7.205 (73,2%) |
| Афроамериканци    | 618 (6,3%)    | 1.092 (11,1%) |
| Азијати           | 154 (1,6%)    | 246 (2,5%)    |
| Хиспаноамериканци | 550 (5,6%)    | 1.166 (11,8%) |
| Укупно            | 9.888         | 9.840         |